# أبو المعالي الحظيري
أبو المعالي سعد بن علي بن القاسم بن علي بن القاسم الأنصاري الخزرجي الحَظِيري البغدادي (ت 15 صفر 568 هـ / 5 أكتوبر 1172 م) ويُعرَف بدلَّال الكتب، والورَّاق، هو كاتب وشاعر عراقي من بغداد عاش في القرن السادس الهجري.

## سيرته
وُلد سعد بن علي بن القاسم في الحظيرة، وهي قرية صغيرة شمال بغداد، في أسرةٍ عربية تعود أصولها إلى المدينة المنورة. انتقل سعد إلى بغداد، وعمل هناك في الوراقة وبيع الكتب، وبرع في نظم الشعر، وتناول في شعره الغزل والخمريات، مع ميل إلى المُجون. وهو كاتب واسع الاطلاع، ألَّف مصنَّفات في التأريخ والألغاز. 

## مؤلفاته
تُنسَب إليه المؤلفات التالية:
- ديوان شعر
- «زينة الدهر في ذِكر محاسن شعراء العصر» حققه إبراهيم صالح.
- «لُمَح المُلَح» (مخطوط).
- «مختصر صفوة الصفوة في الحكم».
- «الإعجاز في الأحاجي والألغاز».
- «إعجاز المُحَاجِي في الألغاز والأحاجي».
- «صفوة المعارف».

## وفاته
تُوفِّي أبو المعالي الحظيري في بغداد، في شهر صفر من سنة 567 هـ.